# マインド・ゲーム
『マインド・ゲーム』 (Mind Game) は、ロビン西による日本の漫画。
マガジンハウスの月刊漫画雑誌『COMICアレ!』1995年1月号から1996年3月号にかけて連載され、同社のMAG COMICSより単行本全3巻（絶版）が発売された。2004年に飛鳥新社より全1巻として再刊された。
2004年には湯浅政明が監督を務めたアニメ映画版が公開された。

## あらすじ
舞台は大阪。漫画家を志す青年の西は初恋相手のみょんと再会する。2人は幼馴染で、学生時代はラブレターを通じて交際していたが、恋愛関係というものを過剰に意識するあまり破局してしまった。想いを捨てられない西は別れた後もひたすらメールを送っていたが、借金取りに追われるみょん一家は夜逃げして長らく行方知れずとなっていた。みょんは父、姉のヤンと共に焼き鳥屋を経営しており、トラックドライバーのりょうと婚約していた。未だにみょんを想う西だが、尻込みして恋心を打ち明けることはできない。そんな時、焼き鳥屋にヤクザの2人が乱入する。その片割れのアツは、みょんの父に恋人を寝取られたことで憎悪を溜め込むあまり、拳銃を振り回して店を破壊しみょんに襲いかかった。巻き込まれた西は反撃の瞬間を見誤り、肛門を撃たれて脳天破裂という何とも間抜けな死を遂げる。幽体となった西は神様を名乗る者に死後の道を示される。しかし現世への未練を捨てられずに逆の方向へ全力疾走、絶命する直前の現世へと気合い一本で生還する。拳銃を奪いアツを射殺した西は、みょんとヤンを連れて焼き鳥屋から逃亡する。ヤクザ軍団との壮絶なカーチェイスを繰り広げるがついに追い込まれ、咄嗟に橋から海へ飛んだ3人は、ちょうど海面から顔を出した巨大なクジラに飲み込まれる。
クジラの体内で目覚めた3人は、30年前に同じくクジラに飲み込まれたというじーさんに助けられる。脱出不可能な状況に絶望する3人だったが、人間社会から完全に隔絶されたことを逆手に取り愉快に暮らすじーさんに倣い生活に花を咲かせる。西は漫画を描いて他の3人を楽しませる。みょんはかつて挫折した水泳に励む。ヤンは金銭の事情で諦めた芸術に意欲を燃やす。生活は日に日に充実を増していくが、次第にクジラの食事のタイミングが不安定になっていく。クジラの寿命を察知した4人は投棄物から見つけたモーターでボートを改造してクジラの身体から脱出を画策する。予行演習を経てクジラが大阪に近づいたタイミングで脱出を実行する。

## 登場人物
西
声：今田耕司
本作の主人公。漫画家になるためにフリーターをしているはずが、実際は漫画すら描かずに曖昧な日々を送っている。元恋人のみょんと再会し、彼女が働く焼鳥屋に行くが、そこに現れたヤクザにお尻の穴から銃弾を撃たれ死亡。何かと未練を残し易く不甲斐ない性格だったが、「とことんやる」と神様に誓い、現世に戻る。
みょん
声：前田沙耶香
本作のヒロイン。西の幼馴染で元恋人。高校生の時、父親が多額の借金を抱えたために家族と共に夜逃げをする。現在はヤンと共にひっそりと焼鳥屋で働いており、その最中に常連客・りょうと婚約した。
じーさん
声：藤井隆
鯨の中で30年以上も生活している謎の老人。片言の日本語を話す。脱出が困難であるため、鯨が飲み込んだ生活品を利用して快適な生活を送っている。性格は妙に明るい一方、期せずして置いてきた妻子の身を心配している。元は海賊だった。
ヤン
声：たくませいこ
みょんの姉。借金取りから逃れ、現在では焼き鳥屋を経営している。家族の中では1番のしっかり者であり、家事全般は彼女が担当している。
りょう
声：山口智充（DonDokoDon）
みょんが働く焼き鳥屋の常連客で、彼女の婚約者。職業はトラック運転手。気さくで温厚な体育会系の男性。頭髪にある秘密があるらしい。
みょんの父。
声：坂田利夫
みょんとヤンの父。裕福な家庭に生まれ育ち、事業も快調で一時は名を馳せたが、バブル崩壊を機に多額の借金を抱え、家族と共に夜逃げする破目になる。焼鳥屋の経営はヤンに任せっきりで、自身はサラ金で知り合った女・リコ（実はアツの恋人）と共にひっそり隠居しながら暮らしている。自由奔放な性格。
やくざのボス
声：島木譲二
借金取り暴力団のボス。刑務所に服役していた時にサッカーにはまって以来、大のサッカーファンとなる。業界人によるサッカーリーグを開催したこともある。
アツ
声：中條健一
みょんの家族が経営する焼鳥屋に押しかけてきた借金取り暴力団の1人。少々キレ気味。恋人・リコをみょんの父に寝取られてしまい、彼に復讐しようともくろむ。
やくざ
声：西凛太朗
アツと共に焼鳥屋に押しかけてきた借金取り暴力団の1人。名前は不明。眼鏡をかけており、頬がこけている。実は大阪駅に駆け落ちする女性が待っている。アツとの会話から彼の方が立場が上である模様。
神様
西が死んだ時に出会った神様。なお、名前は記号であって、本当は何と呼んでも構わないらしい。実体が無いため、人型から異形の生物まで、様々な姿に変化する（本人曰く「西のイメージがコロコロ変わるから」）。西に現世から消えるように勧めたが、彼が自分の意思に逆らってまで生き返ろうとする姿勢を見て、現世に戻ることを許す。なお、一瞬だけ人間姿の神様が映るが、その容姿は総作画監督の末吉裕一郎である。

## アニメ映画
2004年8月7日、アスミック・エース系にて公開された。湯浅政明の映画初監督作品。第8回文化庁メディア芸術祭アニメーション部門大賞、第59回毎日映画コンクール大藤信郎賞をはじめ数々の賞を受賞した。

## 書籍情報
- ロビン西『MIND GAME』（マガジンハウス MAG COMICS） - 全3巻
  - MIND GAME Volume 1（1995年9月1日発行）ISBN 4-83870-715-0
  - MIND GAME Volume 2（1995年12月1日発行）ISBN 4-83870-760-6
  - MIND GAME Volume 3（1996年7月1日発行）ISBN 4-83870-808-4
- ロビン西『MIND GAME』（飛鳥新社） - 全1巻
  - MIND GAME（2004年6月23日発行）ISBN 4-87031-622-6